# San Juan del Piray
San Juan del Piray, a veces escrito San Juan del Piraí, es una localidad de los valles internandinos del sur de Bolivia.
Administrativamente se encuentra en el municipio de Monteagudo de la provincia de Hernando Siles del departamento de Chuquisaca. San Juan está a una altitud de 1.202 m s. n. m. en el margen izquierdo del río Parapetí y está rodeado por cadenas montañosas de norte a sur con una vegetación exuberante.

## Historia
San Juan del Piray fue fundado como misión por los colonizadores españoles. En marzo de 1779 fue atacada por los indígenas chiriguanos, liderados por el denominado "profeta" indígena Caiza.
En 1864 el puesto de San Juan del Piray recibió un ataque de los chiriguanos libres que fue contenido por el ejército boliviano en el cañón del Ingre.

## Geografía
San Juan del Piraí se encuentra en el rango de clima tropical en el borde occidental del Chaco subandino húmedo de Bolivia.

### Clima
La precipitación anual es 875 mm, en los meses de julio a septiembre se presenta una estación seca pronunciada en la región con precipitaciones mensuales de sólo 10 mm (ver diagrama climático de Camiri), mientras que la estación húmeda dura de noviembre a abril y los meses de diciembre y enero se caracterizan por fuertes lluvias. La temperatura media anual es de unos 23 °C, con 17 a 18 °C de junio a julio y más de 26 °C de noviembre a diciembre.

## Transporte
San Juan del Piray se ubica a 392 kilómetros por carretera al sureste de Sucre, la capital de Bolivia.
Desde Sucre, la ruta troncal Ruta 6, que se encuentra sin asfaltar en largos tramos, discurre en dirección sureste a través de las localidades de Tarabuco, Zudáñez, Tomina y Padilla hasta Monteagudo. Viniendo desde Padilla, 14 km antes de Monteagudo, un camino vecinal sin asfaltar conduce al suroeste hasta el Cañón de Heredia. Después de cinco kilómetros, se bifurca en dirección sur un camino vecinal, que en su recorrido de 85 km cruza varios pasos de hasta 1.750 m y tiene frecuentes cruces de ríos hasta desembocar en San Juan del Piray.

## Demografía
La población del pueblo ha estado sujeta a fluctuaciones significativas en las últimas dos décadas:
| Año  | Habitantes | Fuente |
| ---- | ---------- | ------ |
| 1992 | 362        | Censo  |
| 2001 | 625        | censo  |
| 2012 | 459        | censo  |

Debido a la distribución poblacional históricamente creciente, la región cuenta con cierta proporción de población quechua, en el municipio de Monteagudo el 12,0 % de la población habla el idioma quechua.